# Championnats d'Ukraine de cyclisme sur route
Les championnats d'Ukraine de cyclisme sur route sont disputés tous les ans. 

À l'époque de l'Union soviétique, a lieu un "Championnat" de La République socialiste soviétique (RSS) d'Ukraine

Le championnat "professionnels" puis "élite" est organisé depuis 1992.

## Hommes

### Podiums de la course en ligne
| Année | Vainqueur           | Deuxième           | Troisième                 |
| ----- | ------------------- | ------------------ | ------------------------- |
| 1957  | Vladimir Stoliarov  | Arkadi Amatumi     | Georg Vinnik              |
| 1958  | Mikhaïl Kourbatov   | N. Kirijenko       | Nikolaï Etschenko         |
| 1992  | Vladimir Poulnikov  | Evgueni Zagrebelny | Oleg Petrovich Chuzhda    |
| 1996  | Oleg Pankov         | Mikhaylo Khalilov  | Alexandre Markovnitchenko |
| 1997  | Yuri Prokopenko     | Andreï Korolev     | Serhiy Bodatchov          |
| 1998  | Vladimir Duma       | Vasiliy Zaika      | Dimitri Schipak           |
| 1999  | Olexander Fedenko   | Oleg Pankov        | Ruslan Pidgornyy          |
| 2000  | Vladimir Duma       | Volodymyr Gustov   | Valeriy Kobzarenko        |
| 2001  | Kyrylo Pospyeyev    | Sergiej Sawieliew  | Serguei Avdeev            |
| 2002  | Oleksandr Klymenko  | Ruslan Pidgornyy   | Alexis Nakazniy           |
| 2003  | Serhiy Honchar      | Sergiy Matveyev    | Maksym Rudenko            |
| 2004  | Oleg Ruban          | Vladimir Duma      | Denys Kostyuk             |
| 2005  | Mikhaylo Khalilov   | Roman Luhovyy      | Oleksandr Kvachuk         |
| 2006  | Volodymyr Zagorodny | Volodymyr Starchyk | Denys Kostyuk             |
| 2007  | Volodymyr Zagorodny | Ruslan Pidgornyy   | Mikhaylo Khalilov         |
| 2008  | Ruslan Pidgornyy    | Denys Kostyuk      | Volodymyr Zagorodny       |
| 2009  | Volodymyr Starchyk  | Oleksandr Kvachuk  | Ruslan Pidgornyy          |
| 2010  | Vitaliy Popkov      | Ruslan Pidgornyy   | Oleksandr Sheydyk         |
| 2011  | Oleksandr Kvachuk   | Anatoliy Pakhtusov | Oleksandr Polivoda        |
| 2012  | Andriy Grivko       | Dmytro Krivtsov    | Oleksandr Polivoda        |
| 2013  | Denys Kostyuk       | Vitaly Buts        | Volodymyr Zagorodny       |
| 2014  | Vitaliy Buts        | Denys Kostyuk      | Dmytro Krivtsov           |
| 2015  | Mykhailo Kononenko  | Denys Kostyuk      | Oleksandr Polivoda        |
| 2016  | Oleksandr Polivoda  | Vitaliy Buts       | Denys Kostyuk             |
| 2017  | Vitaliy Buts        | Andrii Bratashchuk | Oleksandr Polivoda        |
| 2018  | Oleksandr Polivoda  | Andrii Bratashchuk | Maksym Vasyliev           |
| 2019  | Andriy Kulyk        | Oleksandr Polivoda | Mykhailo Kononenko        |
| 2020  | Mykhailo Kononenko  | Anatoliy Budyak    | Oleksandr Golovash        |
| 2021  | Andrii Ponomar      | Anatoliy Budyak    | Andriy Kulyk              |
| 2022  | Pas organisé        | Pas organisé       | Pas organisé              |
| 2023  | Maksym Bilyi        | Anatoliy Budyak    | Serhii Sydor              |
| 2024  | Serhii Sydor        | Anatoliy Budyak    | Daniil Yakovlev           |
| 2025  | Heorhii Antonenko   | Mykola Hovorun     | Bogdan Hovorun            |

Multi-titrés
- 2 : Vitaliy Buts, Vladimir Duma, Mykhaylo Kononenko, Oleksandr Polivoda, Volodymyr Zagorodny

### Podiums du contre-la-montre
| Année | Vainqueur           | Deuxième            | Troisième          |
| ----- | ------------------- | ------------------- | ------------------ |
| 1997  | Serguei Avdyeyev    | Ruslan Pidgornyy    | Volodymyr Gustov   |
| 1998  | Serhiy Honchar      | Yuriy Krivtsov      | Serguei Avdyeyev   |
| 1999  | Sergiy Matveyev     | Stanislav Nefedov   | Andriy Yatsenko    |
| 2000  | Serhiy Honchar      | Oleksandr Klymenko  | Olexander Dykiy    |
| 2001  | Serhiy Honchar      | Oleksandr Klymenko  | Yuriy Krivtsov     |
| 2002  | Serhiy Honchar      | Bogdan Bondariew    | Sergiy Matveyev    |
| 2003  | Sergiy Matveyev     | Serhiy Honchar      | Yuriy Krivtsov     |
| 2004  | Yuriy Krivtsov      | Sergiy Matveyev     | Serhiy Honchar     |
| 2005  | Andriy Grivko       | Sergiy Matveyev     | Volodymyr Bileka   |
| 2006  | Andriy Grivko       | Yuriy Krivtsov      | Volodymyr Bileka   |
| 2007  | Volodymyr Dyudya    | Sergiy Matveyev     | Dmytro Grabovskyy  |
| 2008  | Andriy Grivko       | Sergiy Matveyev     | Denys Kostyuk      |
| 2009  | Andriy Grivko       | Dmytro Grabovskyy   | Oleksandr Kvachuk  |
| 2010  | Vitaliy Popkov      | Yuriy Krivtsov      | Andriy Vasylyuk    |
| 2011  | Oleksandr Kvachuk   | Oleg Chuzhda        | Volodymyr Bileka   |
| 2012  | Andriy Grivko       | Mykhailo Kononenko  | Sergiy Lagkuti     |
| 2013  | Andriy Vasylyuk     | Andriy Grivko       | Mykhailo Kononenko |
| 2014  | Andriy Vasylyuk     | Mykhailo Kononenko  | Volodymyr Kogut    |
| 2015  | Sergiy Lagkuti      | Andriy Khripta      | Andriy Vasylyuk    |
| 2016  | Andriy Vasylyuk     | Andriy Khripta      | Oleksandr Prevar   |
| 2017  | Oleksandr Polivoda  | Andriy Vasylyuk     | Oleksandr Prevar   |
| 2018  | Andriy Grivko       | Mykhaylo Kononenko  | Oleksandr Golovash |
| 2019  | Mark Padun          | Andriy Vasylyuk     | Oleksandr Golovash |
| 2020  | Mykhailo Kononenko  | Oleksandr Golovash  | Andriy Vasylyuk    |
| 2021  | Mykhailo Kononenko  | Oleksandr Golovash  | Vitaliy Hryniv     |
| 2022  | Pas organisé        | Pas organisé        | Pas organisé       |
| 2023  | Vitaliy Novakovskyi | Vladyslav Shcherban | Vitaliy Hryniv     |
| 2024  | Vitaliy Hryniv      | Daniil Yakovlev     | Yaroslav Kozakov   |
| 2025  | Anatoliy Budyak     | Semen Simon         | Vitaliy Hryniv     |

Multi-titrés
- 6 : Andriy Grivko
- 4 : Serhiy Honchar
- 3 : Andriy Vasylyuk
- 2 : Mykhailo Kononenko, Sergiy Matveyev

### Podiums du critérium
| Année | Vainqueur          | Deuxième             | Troisième            |
| ----- | ------------------ | -------------------- | -------------------- |
| 2007  | Denys Kostyuk      |                      |                      |
| 2008  | Yuriy Metlushenko  |                      |                      |
| 2009  | Maxim Polischuk    | Vladislav Hryn       | Oleksandr Martynenko |
| 2010  | Yegor Dementyev    | Vitaliy Popkov       | Sergiy Lagkuti       |
| 2011  | Yuriy Metlushenko  | Andriy Vasylyuk      | Maksym Averin        |
| 2012  | Oleksandr Golovash | Oleksandr Martynenko | Andriy Kulyk         |
| 2013  | Andriy Gladkyy     | Nikita Mikhailov     | Denis Mudrenko       |
| 2014  | Andriy Gladkyy     | Denis Mudrenko       | Roman Vyshnevsky     |
| 2015  | Mark Padun         | Vasil Malynivskiy    | Volodymyr Dyudya     |
| 2016  | ?                  | ?                    | ?                    |
| 2017  | Yuriy Metlushenko  | Vladislav Zubar      | Sergiy Gretchyn      |
| 2018  | Maksym Vasilyev    | Vitaliy Buts         | Vladislav Zubar      |

Multi-titrés
- 3 : Yuriy Metlushenko
- 2 : Andriy Gladkyy

## Femmes

### Podiums de la course en ligne
| Année | Vainqueur                | Deuxième                 | Troisième           |
| ----- | ------------------------ | ------------------------ | ------------------- |
| 1992  | Natalja Yuganiuk         | Elena Ogui               | Natalja Kistchuk    |
| 1995  | Natalja Kistchuk         | Yuliya Murenkaya         | Elena Ogui          |
| 1996  | Tamara Poliakova         | Valentyna Karpenko       | Natalja Kistchuk    |
| 1997  | Yevheniya Vysotska       | Yuliya Murenkaya         | Natalja Kistchuk    |
| 1998  | Tamara Poliakova         | Natalja Kistchuk         | Olga Svirtchuk      |
| 1999  | Ganna Bogoluzkaya        | Tamara Poliakova         | Natalja Kistchuk    |
| 2000  | Oksana Saprykina         | Valentyna Karpenko       | Iryna Chuzhynova    |
| 2001  | Tatiana Stiajkina        | Tanya Andryuschenko      | Natalja Kistchuk    |
| 2002  | Valentyna Karpenko       | Tatiana Stiajkina        | Nataliya Kachalka   |
| 2003  | Nataliya Kachalka        | Valentyna Karpenko       | Iryna Chuzhynova    |
| 2005  | Valentyna Karpenko       | Svitlana Semchuk         | Nina Ovcharenko     |
| 2006  | Jelysaweta Botschkarjowa | Nadya Savkina            | Iryna Shpylyova     |
| 2007  | Jelysaweta Botschkarjowa | Oksana Kashchyshyna      | Iryna Shpylyova     |
| 2008  | Tatiana Stiajkina        | Oksana Kashchyshyna      | Yevheniya Vysotska  |
| 2009  | Yevheniya Vysotska       | Nina Ovcharenko          | Oksana Kashchyshyna |
| 2010  | Nina Ovcharenko          | Svitlana Galyuk          | Lesya Kalitovska    |
| 2011  | Tetyana Riabchenko       | Jelysaweta Botschkarjowa | Yevheniya Vysotska  |
| 2012  | Alyona Andruk            | Nina Ovcharenko          | Ivanna Borovychenko |
| 2013  | Elizaveta Oshurkova      | Yevheniya Vysotska       | Anna Nahirna        |
| 2014  | Tetyana Riabchenko       | Valeriya Kononenko       | Maryna Ivaniuk      |
| 2015  | Tetyana Riabchenko       | Olena Demydova           | Hanna Solovey       |
| 2016  | Yevheniya Vysotska       | Tetyana Riabchenko       | Hanna Solovey       |
| 2017  | Yevheniya Vysotska       | Tetyana Riabchenko       | Olga Shekel         |
| 2018  | Olga Shekel              | Irina Semionova          | Valeriya Kononenko  |
| 2019  | Olga Shekel              | Valeriya Kononenko       | Olena Sharga        |
| 2020  | Anna Nahirna             | Julia Biryukova          | Olga Shekel         |
| 2021  |                          |                          |                     |
| 2022  |                          |                          |                     |
| 2023  | Maryna Altukhova         | Julia Biryukova          | Olha Kulynych       |
| 2024  | Olga Shekel              | Maryna Altukhova         | Valeriya Kononenko  |
| 2025  | Julia Biryukova          |                          |                     |

Multi-titrées
- 4 : Yevheniya Vysotska
- 3 : Olga Shekel, Tetyana Riabchenko
- 2 : Tatiana Stiajkina, Valentyna Karpenko, Jelysaweta Botschkarjowa, Valentyna Karpenko

### Podiums du contre-la-montre
| Année | Vainqueur           | Deuxième               | Troisième              |
| ----- | ------------------- | ---------------------- | ---------------------- |
| 1995  | Elena Tchalykh      | Tamara Poliakova       | Natalja Kistchuk       |
| 1996  | Tamara Poliakova    | Valentyna Karpenko     | Lyudmyla Bavykina      |
| 1997  | Valentyna Karpenko  | Olena Budovitska       | Tamara Poliakova       |
| 1998  | Tamara Poliakova    | Valentyna Karpenko     | Yuliya Murenkaya       |
| 1999  | Yuliya Murenkaya    | Valentyna Karpenko     | Olena Budovitska       |
| 2000  | Valentyna Karpenko  | Nataliya Kachalka      | Tamara Poliakova       |
| 2001  | Tanya Andryuschenko | Tatiana Stiajkina      | Iryna Chuzhynova       |
| 2002  | Tatiana Stiajkina   | Tanya Andryuschenko    | Nataliya Kachalka      |
| 2005  | Iryna Shpylyova     | Kateryna Krasova       |                        |
| 2006  | Iryna Shpylyova     | Tatiana Stiajkina      | Kateryna Krasova       |
| 2007  | Lesya Kalitovska    | Svitlana Galyuk        | Yelizaveta Bochkaryova |
| 2008  | Tatiana Stiajkina   | Lesya Kalitovska       | Yevheniya Vysotska     |
| 2009  | Yevheniya Vysotska  | Iryna Shpylyova        | Olena Sharga           |
| 2010  | Hanna Solovey       | Svitlana Galyuk        | Yevheniya Vysotska     |
| 2011  | Svitlana Galyuk     | Yelizaveta Bochkaryova | Olena Pavlukhina       |
| 2012  | Anna Nahirna        | Olena Pavlukhina       | Yevheniya Vysotska     |
| 2013  | Valeriya Kononenko  | Ivanna Borovychenko    | Olena Sharga           |
| 2014  | Tetyana Riabchenko  | Valeriya Kononenko     | Inna Metalnikova       |
| 2015  | Hanna Solovey       | Tetyana Riabchenko     | Olena Sharga           |
| 2016  | Yevheniya Vysotska  | Hanna Solovey          | Tetyana Riabchenko     |
| 2017  | Yevheniya Vysotska  | Hanna Solovey          | Tetyana Riabchenko     |
| 2018  | Valeriya Kononenko  | Olena Sharga           | Olga Shekel            |
| 2019  | Valeriya Kononenko  | Tetyana Riabchenko     | Olga Shekel            |
| 2020  | Olga Shekel         | Valeriya Kononenko     | Yevheniya Vysotska     |
| 2021  | Valeriya Kononenko  | Hanna Solovey          | Olga Shekel            |
| 2022  |                     |                        |                        |
| 2023  | Valeriya Kononenko  | Julia Biryukova        | Olha Kulynych          |
| 2024  | Julia Biryukova     | Valeriya Kononenko     | Tetiana Yashchenko     |
| 2025  | Julia Biryukova     |                        |                        |

Note: En 2011, Hanna Solovey, vainqueur initiale a été déclassée pour un contrôle positif au drostanolone.
Multi-titrées
- 5 : Valeriya Kononenko
- 3 : Yevheniya Vysotska
- 2 : Hanna Solovey, Tatiana Stiajkina, Iryna Shpylyova, Tamara Poliakova

## Espoirs Hommes

### Podiums de la course en ligne
| Année | Vainqueur            | Deuxième            | Troisième            |
| ----- | -------------------- | ------------------- | -------------------- |
| 2006  | Vitali Kondrut       | Andriy Buchko       | Dmytro Krivtsov      |
| 2009  | Yegor Dementyev      | Dimitri Chuzhda     | Artem Topchanyuk     |
| 2010  | Artem Topchanyuk     | Maksym Vasyliev     | Artem Tesler         |
| 2011  | Evgen Filin          | Anatoly Sosnitsky   | Oleksandr Prevar     |
| 2012  | Oleksandr Golovash   | Maksym Vasyliev     | Marlen Zmorka        |
| 2013  | Mykhailo Polykarpov  | Vladislav Bakumenko | Roman Buzile         |
| 2014  | Valerii Taradai      | Roman Buzile        | Mykhailo Polykarpov  |
| 2015  | Sergiy Kozachenko    | Ilya Klepikov       | Timur Maleev         |
| 2016  | Timur Maleev         | Valerii Taradai     | Rinat Udod           |
| 2017  | Vladyslav Soltasiuk  | Anatoliy Budyak     | Timur Maleev         |
| 2018  | Oleksandr Shevchenko | Daniil Nikulin      | Vladyslav Soltasiuk  |
| 2019  | Vladyslav Soltasiuk  | Vitaliy Novakovskyi | Bogdan Musiyenko     |
| 2020  | Kyrylo Tsarenko      | Maksym Bilyi        | Oleksandr Shchypak   |
| 2021  | Maksym Bilyi         | Daniil Nikulin      | Oleksandr Shevchenko |
| 2022  | Pas organisé         | Pas organisé        | Pas organisé         |
| 2023  | Maksym Bilyi         | Serhii Sydor        | Denys Khotulov       |
| 2024  | Serhii Sydor         | Mykhailo Basaraba   | Andriy Zozulia       |

Multi-titrés
- 2 : Maksym Bilyi, Vladyslav Soltasiuk

### Podiums du contre-la-montre
| Année | Vainqueur              | Deuxième             | Troisième            |
| ----- | ---------------------- | -------------------- | -------------------- |
| 2006  | Oleksandr Surutkovych  | Dmytro Grabovskyy    | Maxim Polischuk      |
| 2009  | Mykhailo Kononenko     | Oleksandr Grygorenko | Nikolay Onysechko    |
| 2011  | Oleksandr Golovash     | Maksym Vasyliev      | Artem Topchanyuk     |
| 2012  | Oleksandr Golovash     | Oleksandr Lobov      | Andriy Orlov         |
| 2013  | Oleksandr Golovash     | Marlen Zmorka        | Sergiy Shymilov      |
| 2014  | Volodymyr Fredyuk (en) | Vitaliy Hryniv       | Marlen Zmorka        |
| 2015  | Marlen Zmorka          | Volodymyr Dzhus      | Mark Padun           |
| 2016  | Mark Padun             | Kostyantyn Rybaruk   | Ilya Klepikov        |
| 2017  | Timur Maleev           | Victor Shevtsov      | Vladyslav Soltasiuk  |
| 2018  | Victor Shevtsov        | Timur Maleev         | Vitaliy Novakovskyi  |
| 2019  | Vladyslav Soltasiuk    | Vladislav Zubar      | Kyrylo Tsarenko      |
| 2020  | Kyrylo Tsarenko        | Maksym Bilyi         | Oleksandr Shevchenko |
| 2021  | Kyrylo Tsarenko        | Mykyta Yakovlev      | Daniil Nikulin       |
| 2022  | Pas organisé           | Pas organisé         | Pas organisé         |
| 2023  | Dmytro Polupan         | Valentyn Kabashnyi   | Tymofii Predko       |
| 2024  | Semen Simon            | Matvey Ushakov       | Mykola Hovorun       |

Multi-titrés
- 3 : Oleksandr Golovash
- 2 : Kyrylo Tsarenko

## Juniors Hommes

### Podiums de la course en ligne
| Année | Vainqueur           | Deuxième             | Troisième          |
| ----- | ------------------- | -------------------- | ------------------ |
| 2014  | Vladislav Zubar     | Konstantin Ashurov   | Rinat Udod         |
| 2015  | Vitaliy Novakovskyi | Taras Shevchuk       | Bogdan Musiyenko   |
| 2016  | Yuriy Arapov        | Dmytro Kozhushko     | Dmytro Kovalov     |
| 2017  | Daniil Nikulin      | Yaroslav Parashchak  | Yaroslav Hnidashev |
| 2018  | Maksim Sokolovsky   | Yaroslav Parashchak  | Oleg Kanaka        |
| 2019  | Andrii Ponomar      | Maksym Bilyi         | Volodymyr Bureha   |
| 2020  | Denys Khotulov      | Andrii Movchan       | Dmytro Bondarchuk  |
| 2021  | Dmytro Polupan      | Bogdan Solonnikov    | Vitaliy Kost       |
| 2022  | Pas organisé        | Pas organisé         | Pas organisé       |
| 2023  | Matvey Ushakov      | Danylo Chernomortsev | Daniil Shyrin      |
| 2024  | Artur Nichvolodov   | Maksym Shcherbatskyi | Vladyslav Posida   |

### Podiums du contre-la-montre
| Année | Vainqueur       | Deuxième            | Troisième            |
| ----- | --------------- | ------------------- | -------------------- |
| 2014  | Mark Padun      | Vitaliy Novakovskyi | Nazar Lahodych       |
| 2015  | Nazar Lahodych  | Vitaliy Novakovskyi | Taras Shevchuk       |
| 2016  | Daniil Nikulin  | Yurii Burchenia     | Ilya Yenyekov        |
| 2017  | Daniil Nikulin  | Yaroslav Parashchak | Taras Poliuliuk      |
| 2018  | Ruslan Koshovyi | Oleg Kanaka         | Andrii Ponomar       |
| 2019  | Andrii Ponomar  | Maksym Bilyi        | Oleksander Smetaniuk |
| 2020  | Maksym Varenyk  | Denys Khotulov      | Hlib Yurchenko       |
| 2021  | Maksym Varenyk  | Dmytro Polupan      | Hlib Yurchenko       |
| 2022  | Pas organisé    | Pas organisé        | Pas organisé         |
| 2023  | Daniil Shyrin   | Matvey Ushakov      | Yevhen Testsov       |
| 2024  | Roman Vynnyk    | Danylo Kozoriz      | Vladyslav Posida     |

Multi-titrés
- 2 : Daniil Nikulin, Maksym Varenyk